# DR-Baureihe 05
| DR-Baureihe 05                         | DR-Baureihe 05                                                      | DR-Baureihe 05                                                      |
| -------------------------------------- | ------------------------------------------------------------------- | ------------------------------------------------------------------- |
| Werksfoto Stromlinienlokomotive 05 002 |                                                                     |                                                                     |
| Nummerierung:                          | 05 001 05 002                                                       | 05 003                                                              |
| Anzahl:                                | 2                                                                   | 1                                                                   |
| Hersteller:                            | Borsig, Berlin                                                      | Borsig, Berlin                                                      |
| Baujahr(e):                            | 1935                                                                | 1937                                                                |
| Ausmusterung:                          | 1958                                                                | 1958                                                                |
| Bauart:                                | 2’C2’ h3                                                            | 2’C2’ h3                                                            |
| Gattung:                               | S 37.19                                                             | S 37.19                                                             |
| Länge über Puffer:                     | 26.265 mm                                                           | 27.000 mm                                                           |
| Spurweite:                             | 1.435 mm                                                            | 1.435 mm                                                            |
| Dienstmasse:                           | 129,9 t                                                             | 129,5 t                                                             |
| Reibungsmasse:                         | 57,6 t                                                              | 59,0 t                                                              |
| Radsatzfahrmasse:                      | 19,2 t                                                              | 19,6 t                                                              |
| Höchstgeschwindigkeit:                 | 175 km/h                                                            | 175 km/h                                                            |
| Indizierte Leistung:                   | 2.500 kW                                                            | 2.544 kW                                                            |
| Anfahrzugkraft:                        | ≈ 137 kN (bei 20 bar Kesseldruck) ≈ 110 kN (bei 16 bar Kesseldruck) | ≈ 137 kN (bei 20 bar Kesseldruck) ≈ 110 kN (bei 16 bar Kesseldruck) |
| Treibraddurchmesser:                   | 2.300 mm                                                            | 2.300 mm                                                            |
| Laufraddurchmesser (vorn):             | 1.100 mm                                                            | 1.100 mm                                                            |
| Laufraddurchmesser (hinten):           | 1.100 mm                                                            | 1.100 mm                                                            |
| Zylinderdurchmesser:                   | 450 mm                                                              | 450 mm                                                              |
| Kolbenhub:                             | 660 mm                                                              | 660 mm                                                              |
| Anzahl der Heizrohre:                  | 106                                                                 | 137                                                                 |
| Anzahl der Rauchrohre:                 | 24                                                                  | 35                                                                  |
| Heizrohrlänge:                         | 7000 mm                                                             | 5500 mm                                                             |
| Strahlungsheizfläche:                  | 18,5 m²                                                             | 22,66 m²                                                            |
| Heizrohrheizfläche:                    | 151,30 m²                                                           | 123,52 m²                                                           |
| Rauchrohrheizfläche:                   | 86,20 m²                                                            | 81,72 m²                                                            |
| Kesselüberdruck:                       | 20 bar (1950 auf 16 bar reduziert)                                  | 20 bar (1950 auf 16 bar reduziert)                                  |
| Rostfläche:                            | 4,71 m²                                                             | 4,40 m²                                                             |
| Überhitzerfläche:                      | 90,00 m²                                                            | 81,90 m²                                                            |
| Verdampfungsheizfläche:                | 256,02 m²                                                           | 227,95 m²                                                           |
| Tender:                                | 2’3T37St                                                            | 2’3 T 35 Kst                                                        |
| Wasservorrat:                          | 37 m³                                                               | 35,0 m³                                                             |
| Brennstoffvorrat:                      | 10 t Kohle                                                          | 12 t Kohlenstaub                                                    |
| Zugheizung:                            | Dampf                                                               | Dampf                                                               |

Die Dampflokomotiven der Baureihe 05 waren für überdurchschnittlich hohe Reisegeschwindigkeiten vorgesehene Schnellzuglokomotiven der Deutschen Reichsbahn. Die Einzelstücke –  drei Lokomotiven in zwei verschiedenen Grundbauformen – entsprachen weitgehend dem Konzept der Einheitsdampflokomotive.
Die Lokomotive 05 002 stellte 1936 einen Geschwindigkeits-Weltrekord für dampfbetriebene Schienenfahrzeuge mit 200,4 km/h auf und blieb damit die schnellste deutsche Dampflokomotive.

## Beschaffungsgeschichte, Betriebsprogramm
Um 1930 wurden Anstrengungen unternommen, die Zugläufe der Eisenbahn zu beschleunigen. Zwar gab der Geschwindigkeitsweltrekord des Schienenzeppelins für Eisenbahnfahrzeuge 1931 letztlich keinen technologisch zukunftsweisenden Weg vor, aber die Reichsbahn setzte für den Schienenschnellverkehr gleichwohl nicht auf lokbespannte Züge, sondern auf dieselgetriebene Schnelltriebwagen. Zugleich waren die Kapazitäten der deutschen Lokomotivindustrie aufgrund der nur geringen Zahl der Bauaufträge durch die Reichsbahn nicht ausgelastet, zum Teil mussten die Lokomotivfabriken aufgrund Auftragsmangel zeitweise schließen.
Mit Schreiben vom 24. Dezember 1931 teilte die Deutsche Lokomotivbau-Vereinigung (DLV) der Deutschen Reichsbahn-Gesellschaft (DRG) mit, man halte es angesichts des weltweiten Strebens nach Verbesserung und Beschleunigung des Eisenbahnverkehrs für erforderlich, dass von der deutschen Lokomotivbauindustrie auch eine schnellfahrende Lokomotive für Reisegeschwindigkeiten von 150 km/h entwickelt werde. Daher habe man das Vereinheitlichungsbüro des DLV mit dem Entwurf einer solchen Maschine beauftragt. Außerdem brachte der DLV die Hoffnung zum Ausdruck, dass diese Arbeiten auch das Interesse der Reichsbahn finden würden.
Die DRG antwortete mit Schreiben ihres für Lokomotiv- und Triebwagenbau zuständigen Direktors Friedrich Fuchs, dessen wissenschaftlicher Hilfsarbeiter seinerzeit Friedrich Witte war, vom 4. Februar 1932, dass man diese Absichten mit Interesse verfolge, jedoch für den alltäglichen Betrieb der Reichsbahn keinen Bedarf für eine derartige Lokomotive sehe. Allerdings böte sich die Gelegenheit, für Versuchsfahrten eine einzelne, schnellfahrende Lok zu beschaffen, diese solle aber nicht durch das Vereinheitlichungsbüro, sondern im Wettbewerb zwischen den interessierten Fabriken entworfen werden. In einem Nachsatz zum Schreiben teilte man mit, dass man von der noch zu entwerfenden Lok fordere, dass sie in der Ebene einen Zug von 250 t (also fünf bis sechs zeitgenössische deutsche Schnellzugwagen) mit 150 km/h ziehen und eine Höchstgeschwindigkeit von 175 km/h zum Einfahren von Verspätungen erreichen solle.
Die Dampflokomotive sollte also zur Erprobung neuer Reisezugwagen dienen, letztlich dann aber auch vor Fernschnellzügen (FD) eingesetzt werden. Sie sollte einerseits von den Einheitsdampflokomotiven abgeleitet werden, andererseits wurden technische Veränderungen wie der Führerstand an der Frontseite der Lok in Erwägung gezogen. Sowohl die Lokomotivfabriken als auch das Vereinheitlichungsbüro des DLV legten verschiedene Entwürfe, überwiegend mit Kolbendampfmaschine und drei Kuppelachsen, aber auch z. B. mit Dampfturbinenantrieb, vor. Zur beabsichtigten Stromlinienverkleidung der Lok wurden mit Modellen Versuche im Windkanal angestellt. Darüber hinaus wurde versuchshalber die Lok 03 154 der Reichsbahn mit einer Teilverkleidung ausgerüstet und ausgiebig erprobt; Messfahrten ergaben für diese Maschine aufgrund der Stromschale einen Leistungszuwachs am Zughaken von 385 PS bei einer Fahrtgeschwindigkeit von 140 km/h.
Der Bauauftrag wurde schließlich an die Firma Borsig vergeben. Sie stellte 1935 die beiden Maschinen mit den Baureihen-Nummern 05 001 und 002 (Fabriknummern 14522 und 14553) her, deren Beschaffungspreis je 265.200 Mark betrug. Die modifizierte 05 003 mit Frontführerstand und Kohlenstaubfeuerung folgte zwei Jahre später. Für die Konstruktion beider Ausführungen war der Ingenieur Adolf Wolff verantwortlich.

## Lokomotiven 05 001 und 05 002
Im Sinne des mit den Einheitslokomotiven bei der Reichsbahn eingeführten Austauschbaues entsprachen viele Teile der Lokomotiven dem Reichsbahnstandard und wurden auch in anderen Baureihen angewandt (etwa Armaturen oder Hilfsbetriebe). Ebenso orientierte sich die Konstruktion der Maschinen weitgehend an den Baugrundsätzen der Einheitslokomotiven.
Der genietete Kessel war, wie bei den übrigen Einheitsloks auch, ohne Verbrennungskammer ausgeführt. Demgegenüber stand, ebenfalls reichsbahntypisch, eine große Rohrlänge von 7000 mm zwischen den Rohrwänden. Als Überhitzer wurde ein Dreischleifenüberhitzer der Bauart Wagner eingebaut. Verglichen mit dem Kessel der Baureihe 01 war das Verhältnis Feuerbüchs- zu Rohrheizfläche günstiger, d. h. in Richtung mehr Strahlungsheizung in der Feuerbüchse, gewählt. Die Feuerbüchse selbst war in Kupfer ausgeführt, der sonstige Kessel in einem leicht molybdänlegierten Stahl.
Als Rahmen fand ein Barrenrahmen aus Walzstahl St 34 Verwendung, dessen Wangen wegen des ausgeglichen laufenden Dreizylindertriebwerkes mit 90 mm Stärke schwächer ausgeführt werden konnten als dies etwa bei der zweizylindrigen Baureihe 01 der Fall war. Das vordere Drehgestell erhielt einen Innenrahmen, das hintere hingegen im Interesse der Aschkastenausbildung einen Außenrahmen.
Der Abbremsung der Lok wurde konstruktiv besondere Aufmerksamkeit gewidmet, damit die Lokomotiven auch aus höchster Geschwindigkeit im Vorsignalabstand vor einem Halt zeigenden Signal zum Stillstand kamen. Im Gegensatz zu vergleichbar schnell fahrenden Lokomotiven im Ausland (z. B. NYC-Klasse J oder LNER-Klasse A4) waren daher, abgesehen von den Rädern der ersten Laufachse, alle Räder der Lokomotive doppelseitig abgebremst. In Hinblick auf die Wärmeausdehnung der Bremssohlen der Klotzbremse waren diese in je 300 mm lange Teilstücke unterteilt. Die Bremskraft der Einkammerbremse Bauart Knorr mit Zusatzventil wurde erstmals bei einer Reichsbahnlok mittels eines Fliehkraftreglers geschwindigkeitsabhängig reguliert.
Der Sicherheit diente auch die erst 1934 bei der Deutschen Reichsbahn eingeführte induktive Zugsicherungsanlage, mit der die schnellfahrende Lok selbstverständlich ausgerüstet wurde.
Die Stromlinienverkleidung der 05 umschloss diese vollständig und reichte bis wenige Zentimeter über der Schienenoberkante herab. Das Triebwerk war über Rollläden zugänglich. Eine weinrote Lackierung sollte die Lokomotiven optisch hervorheben.
Da der Kohlenkasten des Tenders ebenfalls durch eine verschiebbare Haube in die Stromlinienverschalung mit einbezogen war, wurde zur Erleichterung der Arbeit des Heizers in diesen eine druckluftbetätigte Kohlenvorschubvorrichtung eingebaut. Funktion und Zuverlässigkeit dieser Einrichtung ließen in der betrieblichen Praxis allerdings zu wünschen übrig. Da der Tender sich durch Übergangsbleche weitestgehend nahtlos an das Führerhaus anschloss, ergab sich faktisch ein geschlossenes Führerhaus. Trotz der abnehmbaren Stromlinienverkleidung entsprach der Tender den Reichsbahnnormen, er hätte deshalb ohne weiteres mit einer unverkleideten Lok gekuppelt werden können.

### 05 001

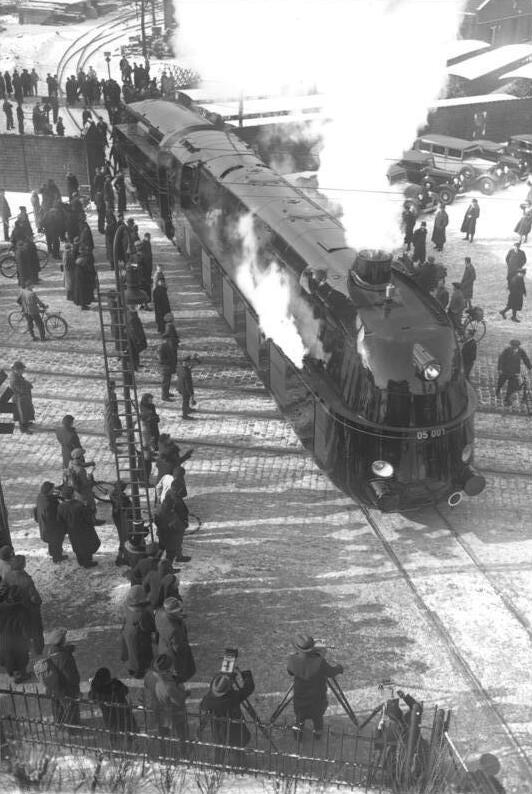
05 001 bei Auslieferung

Die Maschine wurde bei Borsig als eine der letzten Lokomotiven im Werk Berlin-Tegel gebaut.
Ihre Kesselprobe war am 23. November 1934. Die Reichsbahn nahm sie am 8. März 1935 offiziell in Betrieb. Die Übergabe der Lok wurde von den Medien mit großer Aufmerksamkeit verfolgt. Nach den ersten Erprobungen und kleineren Nachbesserungen – beispielsweise wurden die Windleitbleche vergrößert – wurde sie nach Nürnberg überführt und im Rahmen der Ausstellung 100 Jahre Deutsche Eisenbahn vom 14. Juli bis 13. Oktober gezeigt. Sie nahm auch an der großen Reichsbahn-Fahrzeugparade vom 8. Dezember 1935 teil. Danach überführte man die Lok zum Ausbesserungswerk Braunschweig. Dort wurde das komplette Laufwerk überholt.
Im Lokomotiv-Versuchsamt Grunewald wurde mit der 05 001 getestet, welche Bremswege sich bei hohen Fahrgeschwindigkeiten ergeben. Von 180 km/h bis 185 km/h wurden Schnellbremsungen durchgeführt. Dabei zeigte sich, dass der Abstand zwischen Vorsignal und Hauptsignal von 1200 m ausreichend ist für Geschwindigkeiten bis 175 km/h. Eine Anfangsgeschwindigkeit von 181 km/h ergab einen Bremsweg von 1375 m.
Am 14. Mai 1936 gelangte sie zum Bahnbetriebswerk Hamburg-Altona, wo sie für schnelle FD-Züge nach Berlin verwendet wurde. Wegen der Olympischen Sommerspiele 1936 bekam sie in dieser Zeit auf dem Tender die Olympiaringe lackiert.

### 05 002
Am 23. Januar 1935 erfolgte die Kesselprüfung, am 17. Mai 1935 übergab der Hersteller die Lokomotive an das Lokomotiv-Versuchsamt Grunewald. Sie war im Unterschied zur 05 001 von vornherein als Versuchslokomotive vorgesehen. Beispielsweise erhielt sie eine Messeinrichtung für den Dampfverbrauch, weil ab 120 km/h die Reichsbahn die Leistung nicht mehr mit einer Bremslokomotive ermitteln konnte. Im Gegensatz zur 05 001 war diese Lok nicht mit Rollenlagerung der Laufachsen ausgerüstet, sondern mit den althergebrachten Gleitlagern.

### Rekordfahrt der 05 002
Nach mehreren Versuchsfahrten mit Zügen einer Masse von rund 250 t und Geschwindigkeiten bis zu 195,7 km/h erreichte die 05 002 am 11. Mai 1936 vor einem aus vier Wagen gebildeten Zug (Zugmasse rund 200 t) auf ebener Strecke zwischen Hamburg und Berlin einen Geschwindigkeitsweltrekord für Dampflokomotiven. Dass bei dieser Versuchsfahrt nur vier statt der sonst angehängten fünf Wagen eingesetzt wurden, ergab sich zufällig aufgrund eines Heißläufers an einem Wagen am Vortag. Die Rekordfahrt fand somit ohne besondere Vorbereitung und fast zufällig statt.

„Die Deutsche Reichsbahn gab am 09. und 11. Mai d. J. (1936) zahlreichen Vertretern des Heeres, der Flotte und der Luftwaffe, des Richterstandes sowie der Partei (NSDAP) Gelegenheit, auf einer Rundfahrt die neuesten Reichsbahn-Schnellfahrzeuge kennenzulernen.“

Damit leitete die Zeitschrift Reichsbahn ihren Bericht über die Vorführfahrten ein, in deren Rahmen es zur Weltrekordfahrt kam. An der Fahrt nahmen neben Reichsbahn-Generaldirektor Julius Dorpmüller, Reichsverkehrsminister Paul von Eltz-Rübenach, Fritz Todt, Adolf Hühnlein und anderen Prominenten der Reichsführer SS Heinrich Himmler, Gestapo-Chef Reinhard Heydrich und Reichsleiter Martin Bormann teil. Die Rundfahrt führte von Berlin über Stendal nach Hannover, dann weiter nach Bremen, Hamburg und wieder zurück nach Berlin. Die letzte Etappe Hamburg–Berlin hatte eine Borsig-Stromlinienlokomotive, eben die 05 002, mit drei Durchgangszug-Wagen plus einem Messwagen, welche zusammen eine Anhängelast von 197 Tonnen ergaben, zu bewältigen.
Während der Fahrt musste der Zug an der Einfahrt zum Bahnhof Wittenberge für 2½ min anhalten. Um bis Berlin noch den Fahrplan zu halten, war man gezwungen, auf der nachfolgenden Strecke über 180 km/h zu fahren. Als es weiterging, wurde der Zug so rasch wie möglich beschleunigt. Die Lokomotivmannschaft (Lokführer Oscar Langhans und Heizer Ernst Höhne) hatte schon vorher festgestellt, dass die 05 002 an jenem Tag gut lief. So waren schneller als gewöhnlich 150 km/h erreicht, welche bis nach den Langsamfahrstellen beim Bahnhof Zernitz eingehalten wurden. Danach wurde der Lokmannschaft erlaubt, die Lok voll auszufahren. Die 05 beschleunigte also weiter, bis die Nadel des Tachometers an ihren Anschlag kam. Der lag bei 200 km/h. Diese Geschwindigkeit wurde auf dem Streckenabschnitt zwischen Friesack und Vietznitz erreicht und geringfügig überschritten. Die bei der Fahrt gemessene Leistung betrug 3.400 PSi. Nur wegen der Kurven bei Paulinenaue musste dann doch auf 170 km/h gebremst werden. Die Lokomotive konnte an diesem Tag die 200 km/h halten. Man musste die Weg/Zeitmessung zu Hilfe nehmen, um letztendlich die Geschwindigkeit zu bestimmen. Direkte Werte der Fahrgeschwindigkeit konnten nicht mehr gemessen werden. Man stellte fest, dass 5 km in weniger als 90 s durchfahren wurden, was als Ergebnis den Rekord von 200,4 km/h ergab. Innerhalb dieser 5 km gab es einen Abschnitt von 558 m, welcher in 10 s durchfahren wurde, was als höchsten Wert 201 km/h nahelegt; ein Wert, der 1936 auch in der Presse veröffentlicht wurde.

### Weitere Entwicklung der Rekorde
Der Rekord wurde zwei Jahre später von der britischen Lokomotive Mallard (LNER-Klasse A4) mit 201,2 km/h und einer kurzzeitigen Spitze von 202,6 km/h auf einer leicht abschüssigen Strecke geringfügig überboten, wobei die Lokomotive den Rekordversuch wegen eines heißgelaufenen Treibstangenlagers nicht unbeschädigt überstand. Obwohl auch diese Geschwindigkeitsangaben nicht zweifelsfrei dokumentiert sind und wahrscheinlich etwas zu hoch liegen, gilt seitdem zumeist die Mallard als offiziell schnellste Dampflokomotive der Welt. Inoffiziell sollen amerikanische Dampflokomotiven noch wesentlich höhere Geschwindigkeiten erreicht haben, doch fehlen hier belastbare Dokumentationen völlig. Vergleichbar schnelle amerikanische Dampflokomotiven waren die MILW-Klasse A, die PRR-Klasse S1 sowie die PRR-Klasse T1, deren Höchstgeschwindigkeit mit jeweils 120 mph (ca. 193 km/h) angegeben war und teilweise auch im regulären Betrieb erreicht wurde.

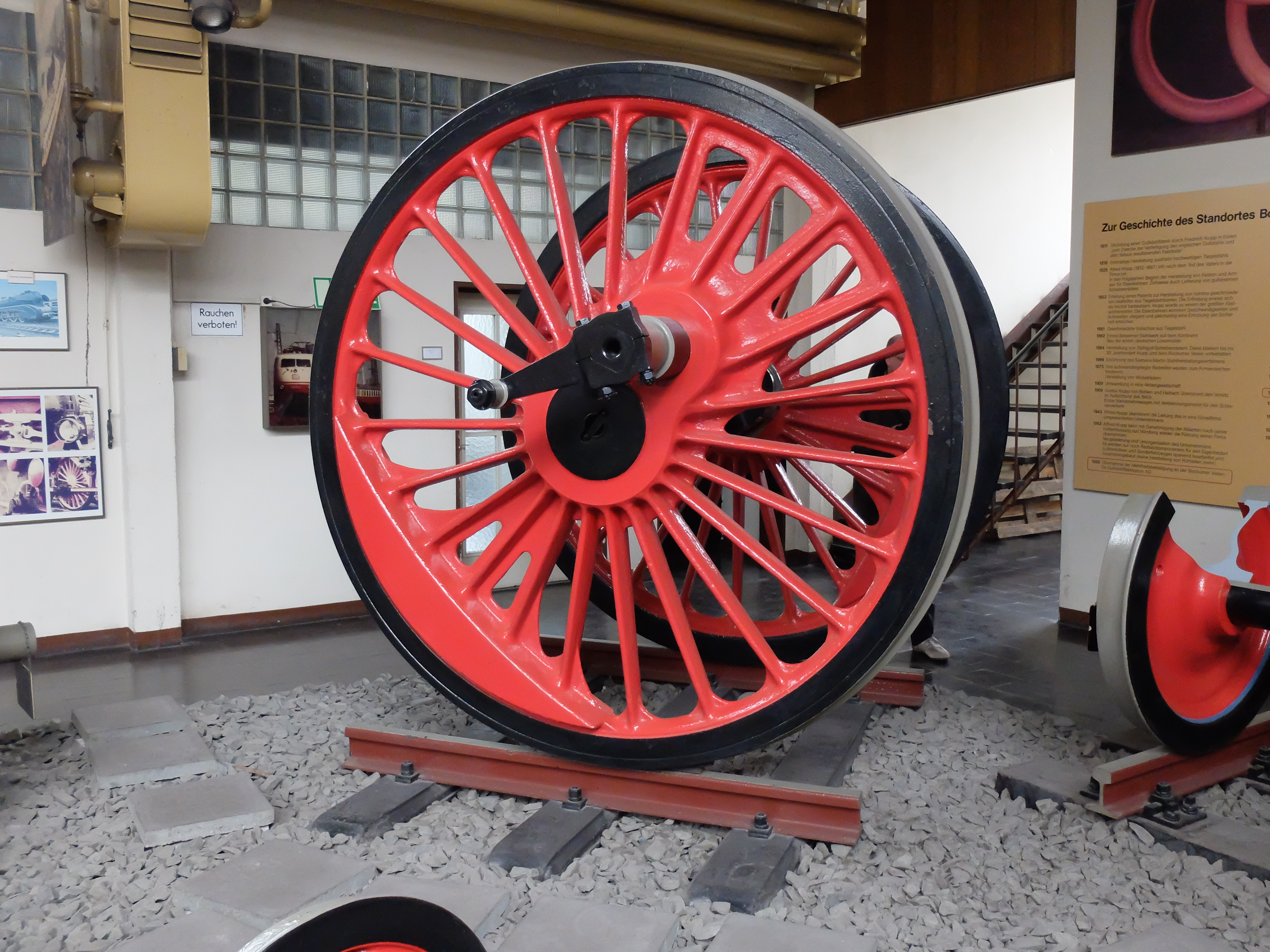
Treibradsatz der DRG-Reihe 05

Die Baureihe verfügte mit einem Treibraddurchmesser von 2.300 mm zusammen mit der 61er über die größten Treibräder einer deutschen Lokomotivbaureihe überhaupt.

### Betriebseinsatz vor und während des Zweiten Weltkrieges
Für die Baureihe 05 hat die deutsche Reichsbahn aufgrund der erfolgten Versuchsfahrten eine Leistungstafel aufgestellt. Diese sah in der Ebene bei 150 km/h die Beförderung eines 350 t schweren Zuges vor (also 100 t mehr, als ursprünglich gefordert), als höchste Fahrgeschwindigkeit war in der Leistungstafel ein Tempo von 175 km/h benannt, bei dem in der Ebene noch ein Zug von 150 t befördert werden konnte. Auf einer Steigung von 1:70 (14 Promille) konnte ein 355 t schwerer Zug noch mit 50 km/h veranschlagt werden.
Der planmäßige Einsatz der 05 001 und 05 002 erfolgte ab 1936 an im FD-Zugplan zwischen Berlin und Hamburg, die Loks wurden im Bw Hamburg-Altona stationiert. Die Fahrzeit zwischen Berlin Lehrter Bhf und Hamburg Hbf unter Bespannung mit den beiden Loks war zwischen 1937 und 1939 bei einer fahrplanmäßig vorgegebenen Höchstgeschwindigkeit von 145 km/h mit 145 bis 151 Minuten (zum Vergleich: Fahrtzeit um die Jahrtausendwende noch 128 Minuten, ICE 898 zwischen Berlin Hbf und Hamburg Hbf nach Winterfahrplan 2013/2014 nun 98 Minuten) kalkuliert, was eine Durchschnittsgeschwindigkeit von 111,4 bis 118,6 km/h bedeutete. Das Zugpaar (anfangs FD 23/24, später FD 21/26 benannt) befuhr die Strecke ohne Zusteigehalt. Die längeren angegebenen Fahrzeiten entstanden durch eine allgemeinen Verlangsamung der Zugläufe der Reichsbahn zum Fahrplanwechsel am 15. Mai 1938. Durch diese sollte der Verschleiß des Oberbaues und der Fahrzeuge verringert werden.
Mit Beginn des Zweiten Weltkrieges am 1. September 1939 wurden die schnellen FD-Züge eingestellt. Die Loks wurden stattdessen im allgemeinen Schnellzugdienst eingesetzt. Die Stromlinienverkleidung des Triebwerks an Lok 05 002 wurde im November 1941, an Lok 05 001 im Mai 1942 teilweise entfernt. Am 2. März 1943 stieß Lok 05 001, welche einen Schnellzug beförderte, im Bahnhof Ashausen mit einer Rangierlokomotive zusammen und stürzte um. Sie wurde wieder instand gesetzt und versah mit ihrer Schwestermaschine bis zur kriegsbedingten Aufgabe der Schnellzüge Ende Januar 1945 weiterhin ihren Dienst.

## Lokomotive 05 003

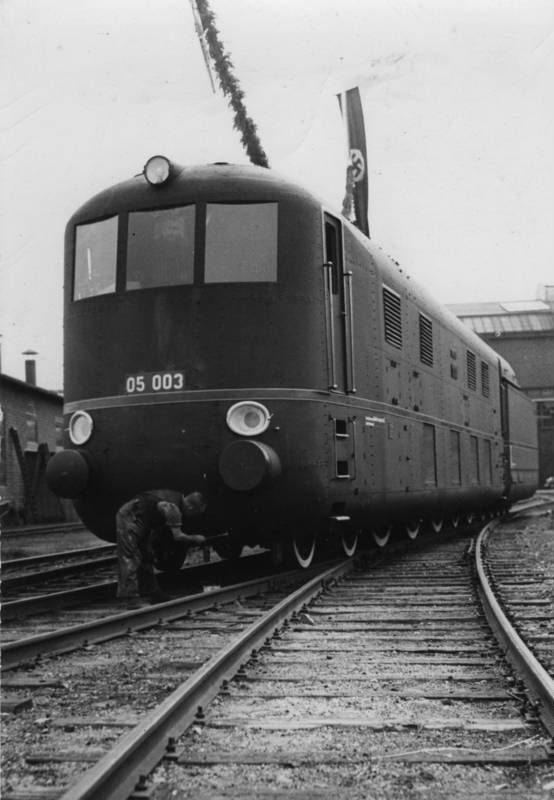
Werksfoto Dampflok 05 003 mit vorn angeordnetem Führerhaus als Erprobungsträger

Die mit den Lokomotiven der Baureihe 05 angestrebten Fahrgeschwindigkeiten warfen die Frage auf, ob bei der traditionellen Anordnung des Führerhauses eine ausreichende Streckensicht gewährleistet ist. Daraufhin wurde die 05 003 als Erprobungsträger mit vorn angeordnetem Führerhaus konzipiert. Dazu wurde die gesamte Lokomotive gedreht, um Lokführer und Heizer nicht trennen zu müssen. Die Lok lief also mit dem Stehkessel voraus, der Tender hinter der Rauchkammer. Wegen der Rohstofflage des Deutschen Reiches wurde eine Ölfeuerung verworfen und eine Feuerung mit Steinkohlenstaub vorgesehen. Der Kohlenstaub wurde von einer dampfgetriebenen Turbine mittels einer 14 m langen Leitung vom Tender bis zur Feuerbüchse geblasen. Im Gegensatz zu den Schwestermaschinen wurde der Kessel der 05 003 mit einer Verbrennungskammer (mit Dehnungsfalte zum Langkessel) und stählerner Feuerbüchse ausgestattet. Die Verbrennungskammer sollte dem Kohlenstaub einen längeren Weg zum Ausbrennen geben.
Die Lok wurde 1937 von Borsig gebaut, bewährte sich jedoch nicht. Der Steinkohlenstaub verbrannte unvollständig und lagerte sich als Schlacke an der Rohrwand bzw. in den Rauchrohren des Kessels, zum Teil bis zur völligen Verstopfung, ab. Die Versuchsfahrten wurden abgebrochen und die Ursachen analysiert. Bei Standversuchen wurde Luftmangel als Störungsursache identifiziert.

### Probleme

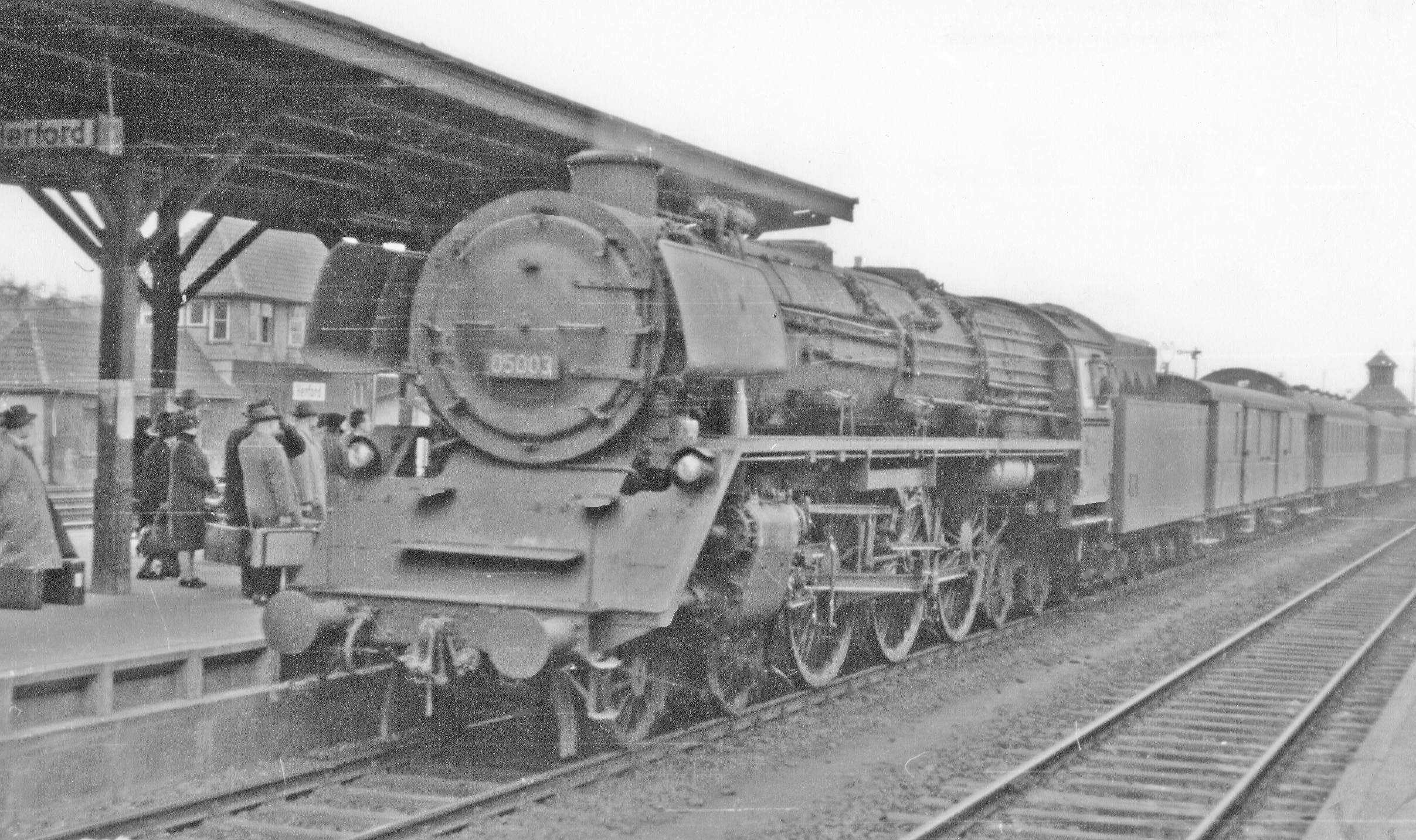
Dampflokomotive der Baureihe 05 im Bahnhof Herford am 30. März 1953

Durch die im Vergleich zu fester Kohle relativ kurze Verbrennungszeit des Kohlenstaubes von zwei bis drei Sekunden ist eine optimale Mischung von Kohlenstaub und Luft nötig, damit einerseits eine möglichst vollständige Verbrennung, andererseits eine Abkühlung vor dem Auftreffen auf die Heizrohre erreicht wird. Das verbrennende Staub-Luft-Gemisch wurde durch einen Feuerschirm in der Feuerbüchse S-förmig geführt. Durch den langen Transportweg vom Tender, der durch das Innentriebwerk und anderes mehrfach in der Höhen- und Seitenlage verschwenkt werden musste, war ein gleichmäßiger Transport erschwert. Das Mischungsverhältnis von Staub und Luft war somit variabel, die Antriebe für das Gebläse und den Schneckenantrieb waren jedoch fest gekuppelt und damit nicht auf solche Probleme einstellbar. Das Mischungsverhältnis war nur theoretisch berechnet und nicht erprobt worden. Zudem war der Luftzutritt zur Feuerbüchse durch die Lage im Windschatten des vorderen Laufdrehgestells beeinträchtigt.
1939 gab die DR die Lok an das Herstellerwerk zurück. Hier wurde die Führung der Transportleitung begradigt und der Turboventilator für die Verbrennung auf Druckluft umgebaut. Aber auch dies führte zu keiner wesentlichen Verbesserung.

### Umbau
Das Fahrzeug wurde ab Ende 1944 auf normale Steinkohlefeuerung umgebaut und lief fortan mit der Rauchkammer voraus, die Stromlinienverkleidung wurde entfernt. Entgegen der ursprünglichen Absicht, die Lok an die anderen Exemplare der Baureihe anzugleichen, wurde sie am 14. Februar 1945 unverkleidet in Hennigsdorf abgeliefert. Sie unterschied sich von den anderen beiden vor allem durch den Kessel mit Verbrennungskammer und das mit einem Innenrahmen versehene hintere Drehgestell. Bis zum 1. März 1945 legte sie für das Bw Hamburg-Altona nur 503 Kilometer zurück.
Die Lok mit der Betriebsnummer 05 003 hatte ursprünglich einen Schlepptender der Bauart 2’3 T 35 Kst; nach dem Umbau  wurde dieser als Tender der Bauart 2’3 T 38.5 bezeichnet.

## Einsätze aller drei Lokomotiven bei der Bundesbahn

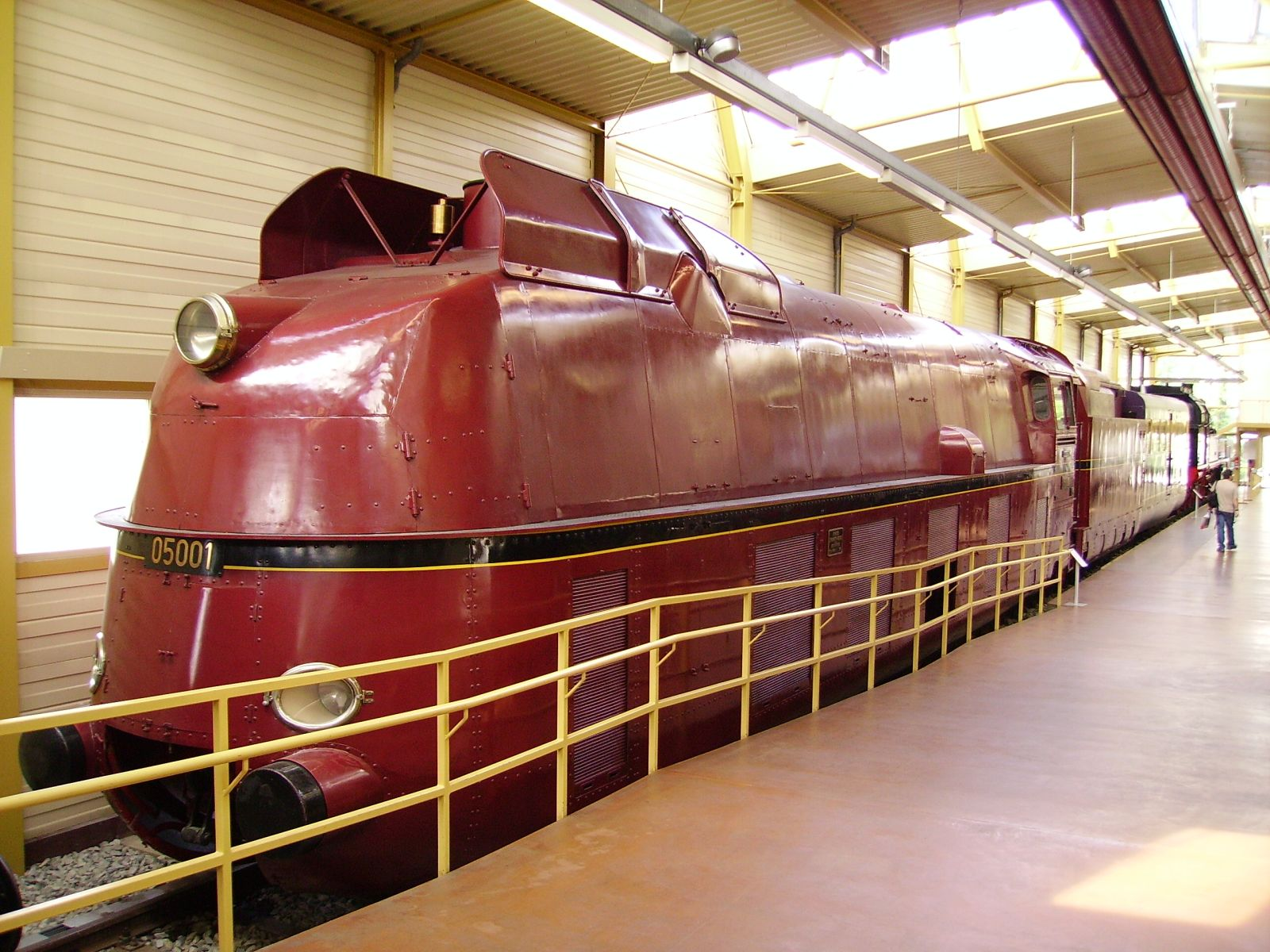
Lok 05 001 im Verkehrsmuseum Nürnberg

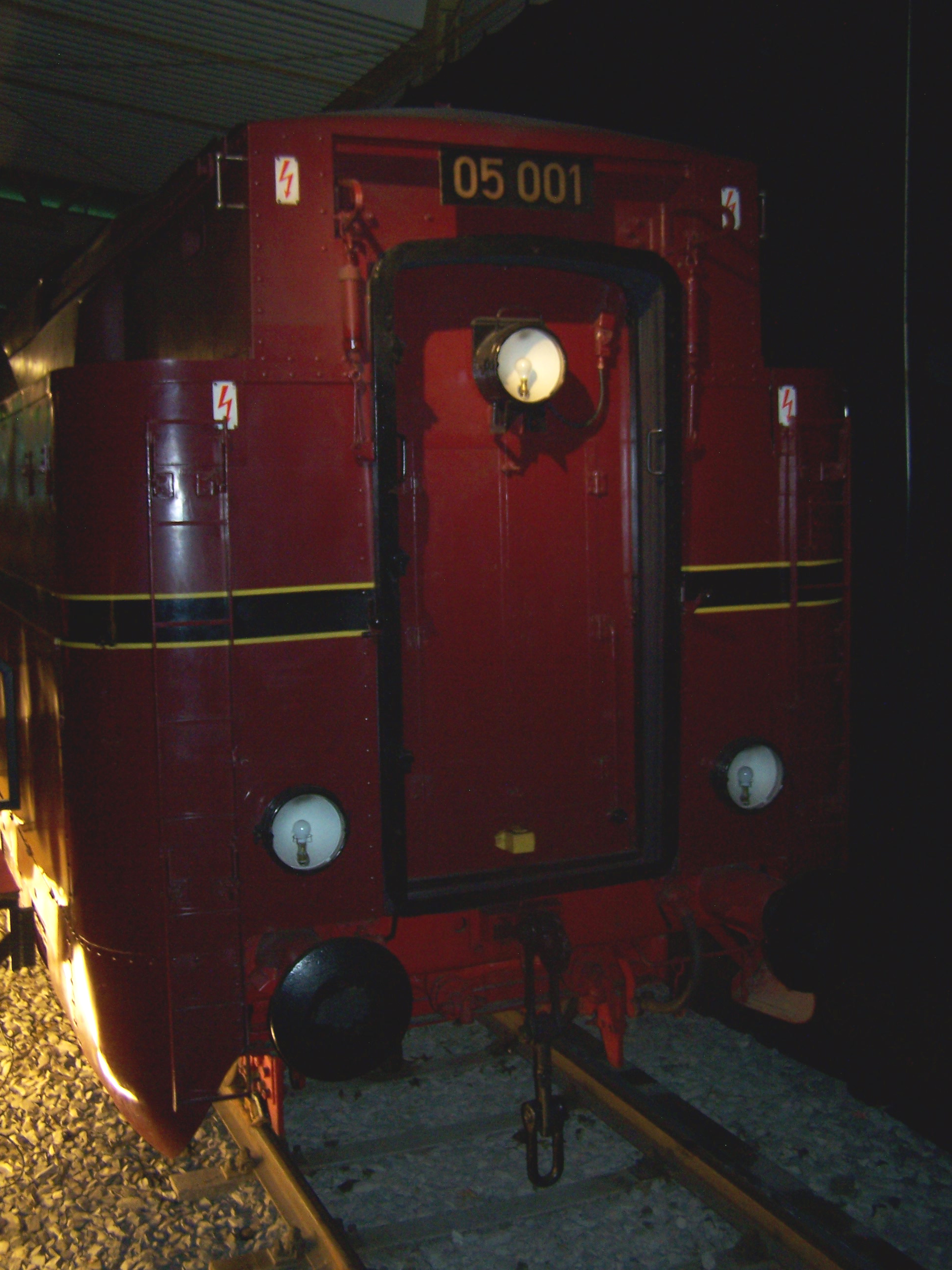
Heckansicht des Tenders der Lok 05 001

Lok 05 003 war nach dem Krieg zunächst vom 21. Juni bis zum Oktober 1947 für das Bw Hamm in Betrieb. Alsdann wurde sie zunächst einstweilen von der Ausbesserung zurückgestellt.
Die Lokomotiven 05 001 und 05 002 waren nach Kriegsende zunächst nicht in Betrieb und wurden, unter anderem aufgrund Ersatzteilmangels, von der Ausbesserung zurückgestellt. Obwohl sich die Deutsche Bundesbahn entschlossen hatte, Einzelstücke und Spezialanfertigungen aus ihrem Bestand auszumustern, nahm man alle Fahrzeuge der Baureihe 05 hiervon aus, da die drei Maschinen noch recht jung waren und korrelierend zum Wirtschaftsaufschwung nach der Währungsreform dringender Bedarf an leistungsfähigen Schnellzuglokomotiven bestand. Sie wurden im April 1950 zur Firma Krauss-Maffei in München überführt und von dieser überholt bzw. instand gesetzt. Dabei wurden auch die Reste der Stromlinien-Verkleidung an der 05 001 und 002 entfernt. Da Adolf Wolff nun bei Krauss-Maffei tätig war, konnte seine Sachkunde als Konstrukteur der Lok verloren gegangene Werkstattzeichnungen ersetzen.
Nach der Reparatur erhielten die Maschinen das Bahnbetriebswerk Hamm als Heimatdienststelle, zuletzt die 05 002 im April 1951. Das Bw Hamm setzte sie vor F-Zügen ein. Mit der Anlieferung von Lokomotiven der Baureihe V 200.0 wurden die 05 1958 durch diese ersetzt und ausgemustert. 05 001 und 05 002 hatten bis zur Ausmusterung jeweils rund 1,5 Mio. km zurückgelegt.
Lok 05 003 hatte bis zur Abstellung am 9. September 1957 für die DB im Fernschnellzugdienst zwischen Hamburg und Köln 798.328 km zurückgelegt. Aufgrund der günstigeren Kesselabmessungen verbrauchte sie weniger Brennstoff als ihre beiden Schwesterlokomotiven, blieb aufgrund des um gut 10 % kleineren Kessels aber etwas leistungsschwächer. Sie wurde am 16. Juni 1958 ausgemustert. Im Jahr 1960 wurde diese Lokomotive ebenso wie die 05 002 verschrottet. 
Hingegen erhielt die Lok mit der Betriebsnummer 05 001 im Ausbesserungswerk Weiden teilweise ihre Stromlinienverkleidung zurück und steht seit 1963 im Verkehrsmuseum in Nürnberg.
Die Loks waren mit dem Schlepptender der Bauart 2’3 T 37 St gekuppelt.